# Eubaphe hyalina
Eubaphe hyalina là một loài bướm đêm trong họ Geometridae.